# Damsel
Damsel este un film american, genul comedie western co-scris și co-regizat de David Zellner și Nathan Zellner. Din distribuție fac parte Robert Pattinson și Mia Wasikowska în rolurile principale. Filmul a avut premiera la Festivalul de Film Sundance din 2018, la 23 ianuarie 2018.

## Povestea
Samuel Alabaster, un pionier bogat, se aventurează dincolo de frontiera americană pentru a se căsători cu dragostea vieții sale, Penelope. Traversează vestul sălbatic alături de un bețiv și de un ponei pe nume Butterscotch; totuși, călătoria lor care se dorea simplă devine înșelătoare, iar curând diferențele dintre eroi, dame și răufăcători sunt estompate.

## Distribuția
- Robert Pattinson în rolul Samuel Alabaster
- Mia Wasikowska în rolul Penelope
- Robert Forster în rolul predicatorul bătrân
- David Zellner în rolul Parson Henry
- Nathan Zellner în rolul Rufus Cornell
- Joseph Billingiere în rolul Zacharia

## Producție
David și Nathan Zellner au adunat cei cinci actori principali, alături de 27 de membrii ai echipei și 70 de ajutoare. Filmarea a fost programată să dureze 32 de zile. Majoritatea filmului a fost filmată în Utah, care a oferit stimulente fiscale pentru producție. Într-un interviu, Pattinson a descris filmul ca fiind „un fel de comedie de bufă”.

## Filmările
Filmările principale au început pe 11 iulie 2016 în Munții Wasatch din Ținutul Summit, Utah. Filmările s-au mutat în Oregon la sfârșitul lunii august 2016. Scene au fost filmate cu Pattinson și Wasikowska pe coasta Oregonului pe 25 august 2016, după care filmările au fost încheiate.

## Muzica
În februarie 2017, David Zellner a confirmat printr-o postare pe Instagram că proiectul Octopus va compune muzica pentru film. În martie 2017, Pattinson însuși a confirmat că va contribui și el la muzica filmului.